# Aleph-7
Aleph-7 – organiczny związek chemiczny, pochodna amfetaminy. Zsyntetyzowany po raz pierwszy przez Alexandra Shulgina, enteogen opisany w PiHKAL z dawkowaniem 4–7 mg oraz czasem trwania efektów 15–30 godzin.